# Astrogomphus vallatus
Astrogomphus vallatus är en ormstjärneart som beskrevs av George Richard Lyman 1869. Astrogomphus vallatus ingår i släktet Astrogomphus och familjen medusahuvuden. Inga underarter finns listade i Catalogue of Life.